# 农历十月
农历十月，也稱陽月，农历一年中的第十个月份（如果之前没有闰月），已进入冬天，初冬、孟冬，建亥之月（猪月），律中应钟，以小雪为中气。
秦以建亥之月为岁首。
在日本傳說中，每年農曆十月時，所有的神明會離開所屬地，前往出雲大社聚會。因為當時神明都不在，因此日本人又稱十月為「神無月」，而出雲當地則稱為「神在月」。出雲居民會在農曆十月十一日到十七日舉行「神在祭」以迎接全國的神明。

## 主要节日
- 十月初一，寒衣节，羌族年
- 十月初五，达摩祖師誕辰
- 十月十三，满族颁金节（1635年这天，皇太极改“女真”为“满洲”）
- 十月十三，瑶族歌堂节
- 十月十五，下元節、下元水官大帝誕辰
- 十月十六，瑶族倒稿节
- 十月廿三，青山靈安尊王誕辰

## 延伸阅读
[在维基数据编辑]
 《欽定古今圖書集成·曆象彙編·歲功典·孟冬部》，出自陈梦雷《古今圖書集成》